# メンガタカブト属
メンガタカブト属（メンガタカブトぞく、コブサイカブト属（コブサイカブトぞく）Trichogomphus）は、カブトムシ亜科に属する昆虫の分類群。5cmを超えることもあり、サイカブトの仲間としては比較的大きい部類に入る。前胸部が独特の形状をしている。
木よりも地上を好む傾向があり、脚は穴を掘るのに都合がよいように短く、脛節が広くなっている。爪は短く、力も弱い。詳しい生態はわかっていない。
胸角は瘤のようになっており、2,3本見られる。前胸背板は痘痕状。

## 種
- メンガタカブト（マルタバンコブサイカブト） Trichogomphus martabani
東南アジア大陸部のインドから中国にかけての地域に生息する。

- オオツノコブサイカブト Trichogomphus lunicollis
マレー半島・スマトラ島・カリマンタン島に生息する。カリマンタン島産よりもマレー半島産のもののほうが胸角の開きが大きい。

- オオアラメコブサイカブト Trichogomphus excavatus
ニューギニア島・セラム島に生息する。

- コツノアラメコブサイカブト Trichogomphus vicinus
ニューギニア島に生息する。

- ブロンクスコブサイカブト Trichogomphus bronchus
カリマンタン島に生息する。胸角は3本に分かれ、頭角にはギザギザの突起が並ぶ。

- シムソンコブサイカブト Trichogomphus simson
マレー半島・スマトラ島・カリマンタン島に生息する。

- ゴホンコブサイカブト Trichogomphus robustus
中国・インドシナ半島に生息する。

- モンゴルコブサイカブト Trichogomphus mongol
中国からマレー半島・東南アジアの島々に生息している。